# Pahuichi
Pahuichi es el nombre dado a las viviendas rurales típicas hogareñas, casi siempre de techo a dos aguas, en la casi siempre cálida  región de los llanos al este y sur de Bolivia e incluso en el extremo noroeste de Paraguay y Argentina, y zonas aledañas al norte del trópico de Capricornio, se puede considerar que es un tipo de rancho adaptado al clima tropical-continental.

## Sinopsis
En la extensa región de los llanos de Bolivia (en los departamentos de Pando y Beni, y parte del departamento de Santa Cruz), el sureste de Bolivia (Tarija) y el Chaco Boreal y parte del Chaco Central, son caracterizados por su gran amplitud térmica (desde aproximadamente los 0° a los 40 °C, según sea la estación y según soplen los vientos, por ejemplo los surazos),  el rancho recibe el nombre de pahuichi  y aunque mantiene casi todas las características del rancho rioplatense, paredes de barro y paja o "chorizo" aunque suele tener por las presiones climáticas vanos (puertas, ventanas etc. más amplios que los del rancho rioplatense), consta principalmente de una habitación cerrada, se diferencia ligeramente del rancho  por el uso de un techado a dos aguas con palmas de tal región, de la especie llamada motacú (nombre taxonómico: Attalea princeps).
Tal vivienda  consta de una habitación cerrada que sirve principalmente de dormitorio a tal habitación cerrada  muchas veces se añade una pieza bastante abierta, casi siempre una antesala denominada punilla que es casi siempre una espacio techado con las ya referidas palmas y casi totalmente abierta aunque sombreada (esto es; frecuentemente es un área delantera cubierta por la sombra de un gran alero sostenido por postes) en donde se duerme la siesta  necesaria (ante los calores de tales latitudes intertropicales) usándose también como comedor y sala de estar e incluso cocina. Más raramente, y esto facilitado por la relativa liviandad de los materiales que suelen ser semejantes a los de un bohío, existen pahuichis de dos plantas o pisos con un balcón corrido sostenido por columnas o pilotes de troncos. Aunque el rancho pahuichi es una vivienda típica de toda la región camba, actualmente (2016) mantiene su preponderancia de vivienda rural en la Chiquitania.

## Nota Bene
La gente desconocedora del español camba muchas veces dice y redacta tahuichi por ser la palabra paronomásica desde la segunda mitad del siglo XX más similar y más difundida.